# Athabaskans
Pour les articles homonymes, voir Athabaskan.

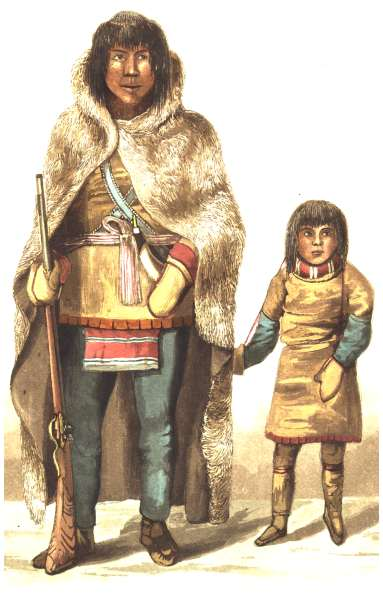
Illustration de 1821 d’Akaitcho et Sohn, Couteaux-Jaunes athabaskans.

Les Athabaskans ou Athapaskans, aussi appelés Dénés, sont un ensemble de peuples amérindiens, composés notamment des Navajos et des Apaches. Leurs ancêtres commencèrent leurs passages du nord et de l'ouest dans les déserts du sud il y a quelque mille ans ou plus de cela. Ils parlent des langues athapascanes.
Le territoire des Athabaskans couvrait une large partie de la forêt boréale et s'étendait à travers une grande partie intérieure de l'Alaska ainsi que les Territoires du Nord-Ouest du Canada, descendant à travers le cercle polaire jusqu'à la Colombie-Britannique. L'arrivée des Athabaskans sur le continent américain coïncide avec la disparition du lion américain.

## Histoire
D'après les archéologues, les Athabaskans auraient traversé le détroit de Béring venant de Sibérie et arrivant directement en Alaska il y a environ 10 000 ans de cela.

### Présence dans le Sud-Ouest des États-Unis
La plus ancienne preuve archéologique directe d'une colonisation sud-athabasque dans le Sud-Ouest est un site affilié aux Navajos dans la région de Gobernador, au nord-ouest du Nouveau-Mexique, avec une datation dendrochronologique de 1541 apr. J.-C., une date qui coïncide avec la plus ancienne trace coloniale écrite d'une population sud-athabasque – les « Querechos », communément identifiés comme des Apaches – dans la région. Une hypothèse suggère que ce mouvement a eu lieu en raison du climat froid du Petit Âge glaciaire (qui a culminé en Amérique du Nord vers 1400 apr. J.-C.), les conditions plus froides ayant conduit certains groupes du Nord à se déplacer vers le sud.
Selon une étude de 2025, les Athabascans du Sud peuvent être génétiquement modélisés comme recevant la majeure partie de leur ascendance d'une source venant des Indiens Pueblos, parallèlement à une population athabascane du Nord. Cela concorde avec l'histoire orale des Athabascans du Sud depuis leur arrivée dans le Sud-Ouest, les preuves ethnographiques de nombreux noms de clans d'origine puebloane, les emprunts aux langues puebloanes et, surtout, l'adoption d'un mode de vie plus sédentaire incluant la culture du maïs, des courges, des haricots, du coton et du tabac.